# Gasteropelecus levis
Pour les articles homonymes, voir Poisson-hachette.
Espèce
Statut de conservation UICN

LC : Préoccupation mineure
Gasteropelecus levis, le Poisson-hachette, est une espèce de poissons d'eau douce de la famille des Gasteropelecidae. Il est souvent élevé en aquarium, du fait de sa forme originale. Il vit juste sous la surface, et peut parfois sauter hors de l'eau pour attraper des insectes.

## Description
Ces poissons sont souvent appelés "poissons-hachettes" en raison de leur silhouette distinctive qui évoque celle d'une petite hache. Leur coloration va du vert-olive à l'argenté. Le corps est triangulaire et aplati latéralement, rappelant vaguement une feuille. La partie supérieure de leur corps est teintée de gris, tandis que la partie inférieure est quasiment blanche. Le museau est très court et l'abdomen est arrondi. Les nageoires pectorales sont particulièrement développées et permettent d'accroître la distance des sauts qu'ils peuvent réaliser pour s'extraire de l'eau en réponse à des menaces ou pour se nourrir. La nageoire dorsale devient pointue lorsqu'elle est dressée. La longueur maximale observée chez G. levis est de 35 mm, queue non comprise,.

## Systématique
Le nom valide complet (avec auteur) de ce taxon est Gasteropelecus levis (Eigenmann, 1909).
Gasteropelecus levis a pour synonyme :
- Pterodiscus levis Eigenmann, 1909

## Étymologie
Le nom de genre Gasteropelecus a été créé par Scopoli en 1777 et dérive des termes grecs « gastḗr » (γαστήρ), signifiant « ventre » ou « abdomen », et « pélekus » (πέλεκυς), qui désigne une hache de combat. Cette appellation fait référence à la forme distinctive du thorax de ces poissons, qui rappelle celle d’une hachette. 
Le nom de l’espèce, « levis », provient du latin et signifie « lisse » ou « chauve », faisant probablement allusion à l’absence de dents maxillaires chez ces poissons.

## Publication originale
- (en) Carl H. Eigenmann, « Reports on the expedition to British Guiana of the Indiana University and the Carnegie Museum, 1908. Report No. 1. Some new genera and species of fishes from British Guiana », Annals of the Carnegie Museum of Natural History, Pittsburgh, Inconnu, vol. 6, no 1,‎ 1909, p. 4-54 (ISSN 0097-4463 et 1943-6300, OCLC 1261514, DOI 10.5962/P.331035, lire en ligne).